# Мохд Арифул Ислам
Мохд Арифул Ислам (бенг. মোঃ আরিফুল ইসলাম, транскрибовано Mōḥ Āriphula Isalāma; 10. јануар 1999) бангладешки је пливач чија ужа специјалност су трке прсним стилом. 

## Спортска каријера
Представљао је Бангладеш на светском првенству у корејском Квангџуу 2019. где је пливао у квалификационим тркама на 50 прсно (92. место) и 100 прсно (78. место).